# Sceptrella
Sceptrella is een geslacht van sponsdieren uit de klasse van de Demospongiae (gewone sponzen).

## Soorten
- Sceptrella biannulata (Topsent, 1892)
- Sceptrella insignis (Topsent, 1890)
- Sceptrella regalis Schmidt, 1870